# Adolf Bex
Adolf Bex (* 6. Dezember 1907 in Dülken; † 2. Dezember 2001) war ein deutscher Politiker (CDU). Er war von 1947 bis 1966 Abgeordneter des Landtags von Nordrhein-Westfalen.

## Leben
Nach dem Besuch der Volksschule absolvierte Bex die Berufsschule und machte im Jahr 1928 die Gesellenprüfung zum Schreiner. Er arbeitete in seinem Beruf in Bremen, Berlin und Böhmisch-Kamnitz und arbeitete auch als Flugzeugschlosser. Von 1927 bis 1933 war er Mitglied des Windthorstbundes und ab 1928 war er Mitglied der deutschen Kolpingsfamilie. Von 1933 bis 1938 war er Senior der Kolpingsfamilie Dülken und Bezirkssenior im Bezirk Niederrhein. In den Jahren nach dem Ende des Krieges kümmerte er sich in besonderem Maße um die Unterbringung und Integrierung der Flüchtlinge und Vertriebenen aus den ehemaligen Ostgebieten. Seine ca. 20-jährige Tätigkeit als Aufsichtsratsvorsitzender des Dülkener Bauvereins war geprägt von der Förderung des sozialen Wohnungsbaus in Dülken. Auf seine Initiative hin wurde der Neubau des St. Cornelius Hospitals errichtet, in dessen Kuratorium er 30 Jahre den stellvertretenden Vorsitz innehatte. Der Neubau der im Krieg völlig zerstörten Herz-Jesu Kirche und des Kindergartens der Gemeinde, sowie die Errichtung des Theresienheimes als Altenheim, wurden von Bex ebenfalls mit initiiert. 

## Politik
Bex trat im Jahr 1945 der CDU bei, deren Stadtverband er in Dülken mitgründete. Ein Jahr später wurde er Mitglied des Stadtrates in Dülken, dem er bis zur Kommunalen Neuordnung, 1970, angehörte. Dem Rat der neu gebildeten Stadt Viersen gehörte er von 1970 bis 1975 und noch mal von 1977 bis 1979 an. Bis zu seiner Wahl zum Bürgermeister der Stadt Dülken war er bis November 1949 CDU-Fraktionsvorsitzender. Von November 1949 an war er bis Januar 1965 Bürgermeister der Stadt. Bex war von 1946 bis 1947 Mitglied des Kreistags und CDU-Fraktionsvorsitzender. Am 20. April 1947 wurde er Abgeordneter der ersten Legislaturperiode des Landtags von Nordrhein-Westfalen, dem er bis zum 23. Juli 1966 angehörte, als er nach der fünften Periode aus dem Parlament ausschied. Er wurde bei jeder Wahl direkt im Wahlkreis 034 Kempen-West gewählt. Der Landtag wählte ihn zum Mitglied der zweiten (1954) und der dritten (1959) Bundesversammlung. Kurz vor seinem Ausscheiden wurde durch eine Anzeige bei der Staatsanwaltschaft Düsseldorf bekannt, dass er in den Anfangsjahren während seines Abgeordnetenmandats zehn oder sogar zwölf Jahre lang widerrechtlich Zahlungen für einen fingierten Verdienstausfall bezogen haben soll. Durch Verfügung des leitenden Oberstaatsanwaltes beim Landgericht Düsseldorf, Staatsanwalt Chanteaux, wurde das entsprechende Ermittlungsverfahren mit Datum vom 18. August 1966 eingestellt, Geschäfts-Nr. 8 I Js 288/66. Damit war Bex vollständig rehabilitiert.

## Ehrungen
- 1965: Großes Verdienstkreuz der Bundesrepublik Deutschland
- 1975: Ehrenring der Stadt Viersen
- 1985: Verdienstplakette des Volksbund Deutsche Kriegsgräberfürsorge (VDK)
- 2001: Ferdinand-Mostertz-Ehrenring der Narrenakademie Dülken

## Weblink
- Adolf Bex beim Landtag Nordrhein-Westfalen